# 圣类思堂 (达姆施塔特)
圣类思堂（St. Ludwig）是德国达姆施塔特主要的一座罗马天主教教堂。其独特的穹顶位于市中心的显著位置，威廉大街的尽头。堂区包括约5000名教友（2015年）。

## 历史
类思堂建于1822-1827年，由建筑师乔治·穆勒设计，是宗教改革以后黑森-达姆施塔特的第一个天主教堂。1827年2月19日，教堂祝圣。
在1944年9月11日的空袭中，圣类思堂被毁，仅存外墙和柱廊。战后逐步修复。 

## 建筑
这是一座古典主义建筑，模仿罗马的万神殿。高35 米。圆顶直径为33米，是德国最大的木制圆顶。

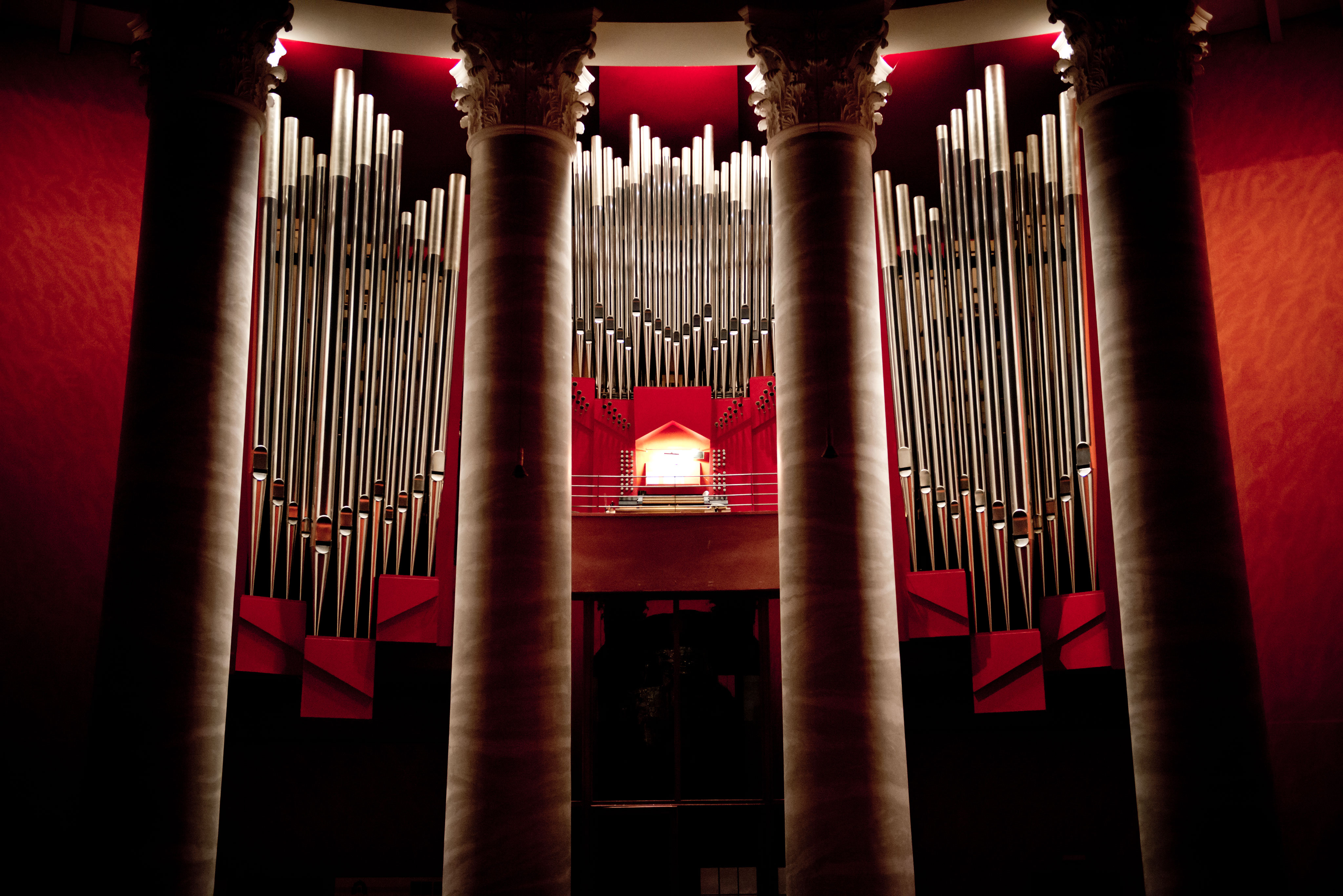
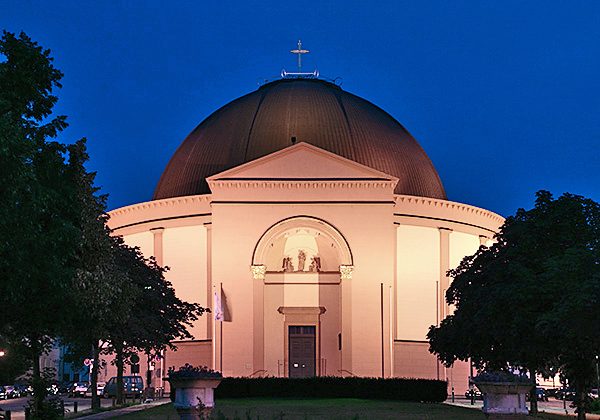
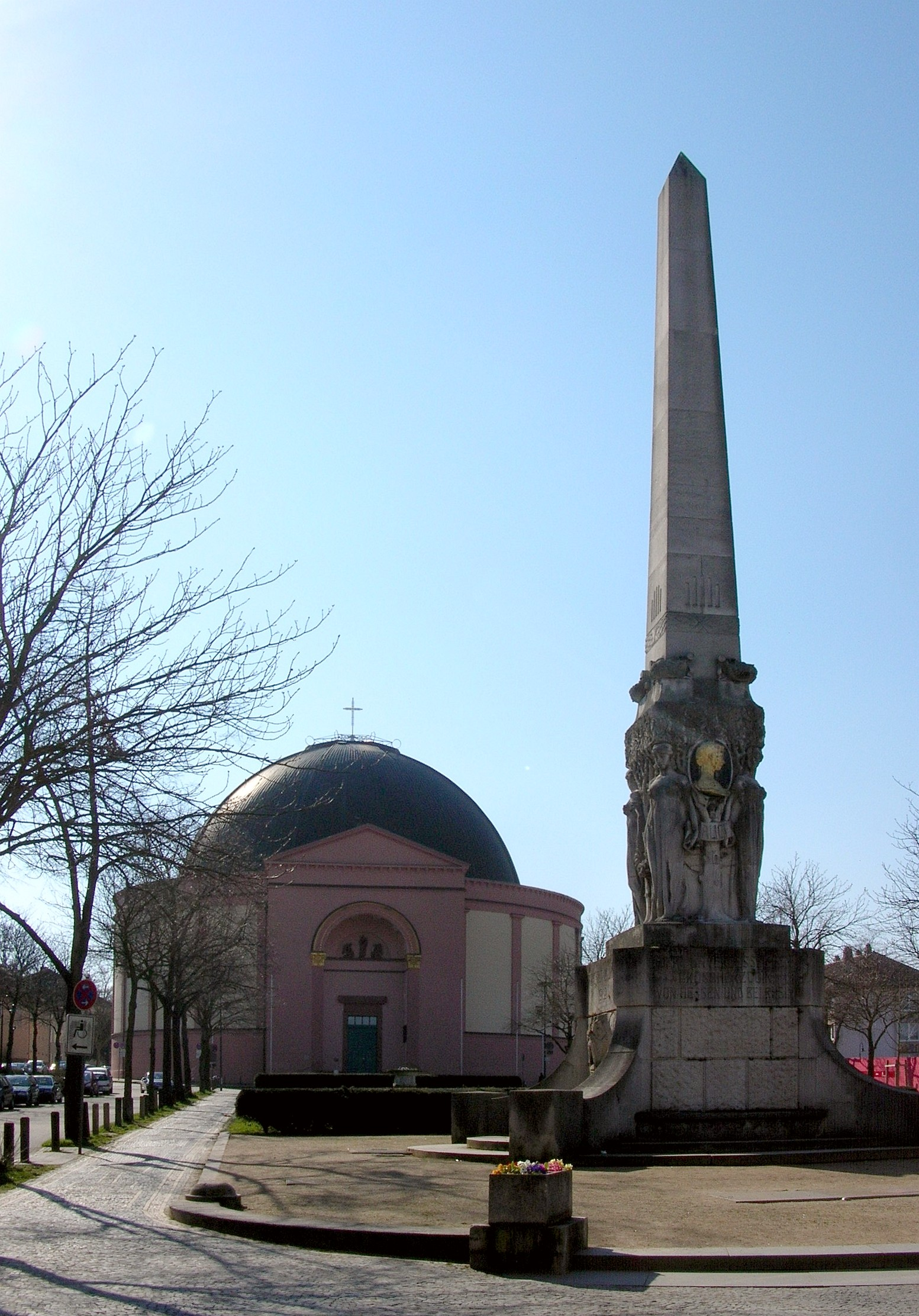
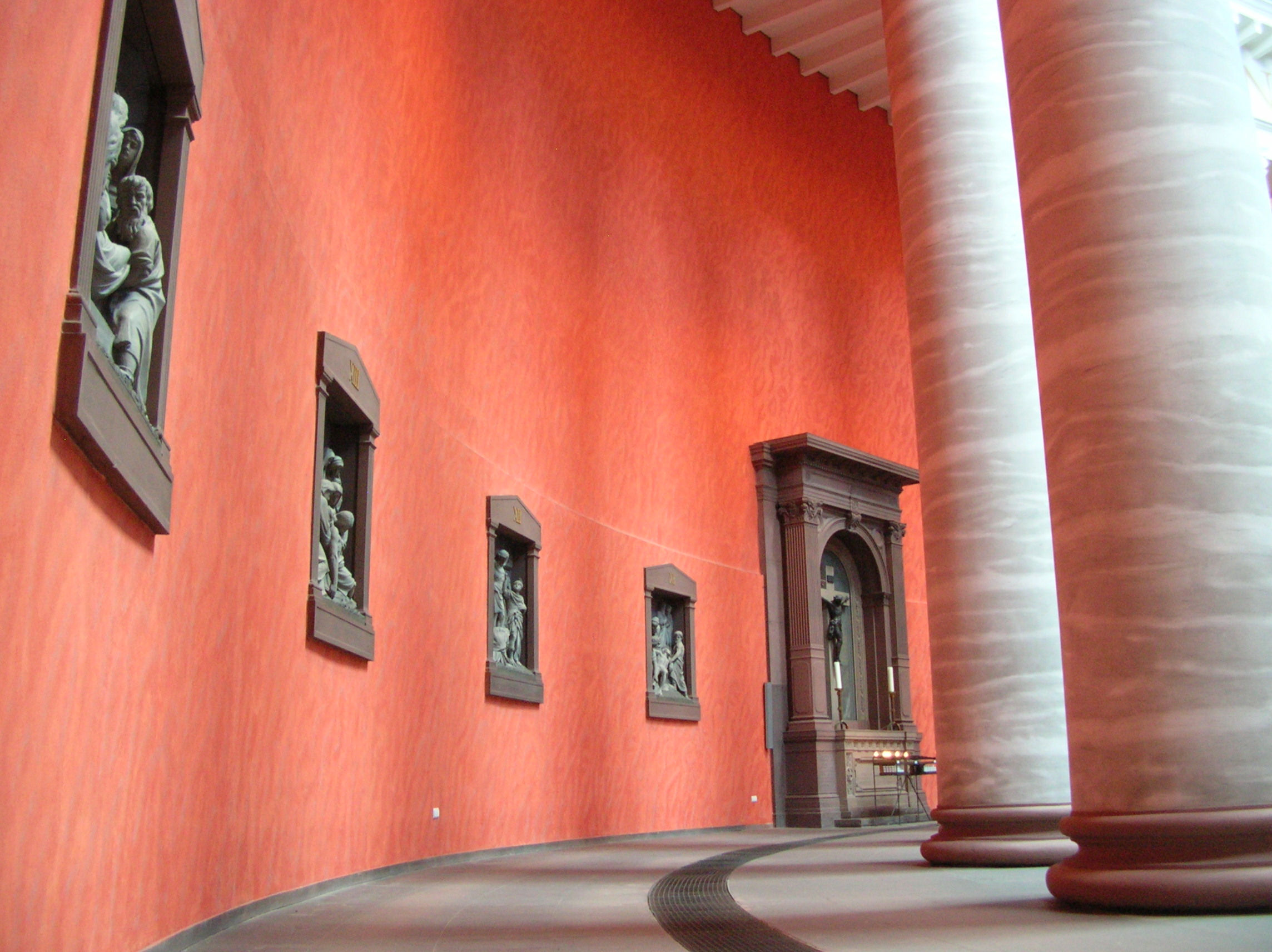
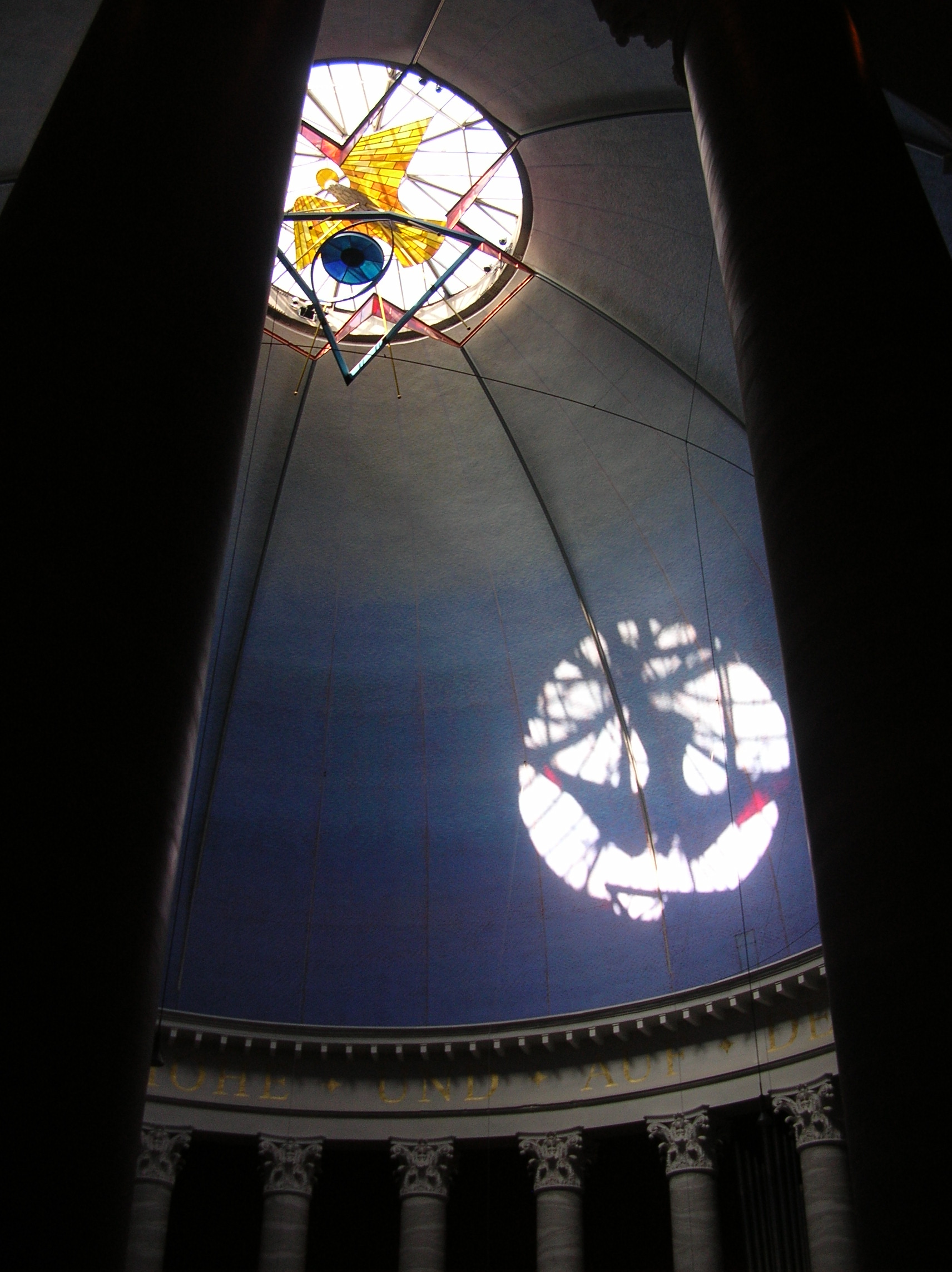